# Fort Meade (Dakota du Sud)
Pour les articles homonymes, voir Fort Meade.
Fort Meade est un ancien poste militaire de la United States Army établi le 28 août 1878 dans les Black Hills, dans le territoire du Dakota, afin de protéger les colons et les chercheurs d'or venus s'installer dans la région contre les attaques des Sioux.
Initialement dénommé Camp Ruhlen, il a été renommé le 30 décembre 1878 en l'honneur du major général George Gordon Meade.
Il abrite également le cimetière national de fort Meade.